# En buena compañía
En buena compañía fue una comedia de situación para la televisión dirigida por Antonio Recio en 2006.
Narraba la vida de una joven pareja a partir del día que nace su primer hijo. Intercambiando los roles sociales convencionales, el hombre se quedaba en casa para cuidar al bebé y la mujer continuaba trabajando en pugna profesional con una compañera.
La pareja protagonista de En buena compañía son Eva Santolaria y Toni Cantó. El resto del reparto estaba formado por Emilio Gutiérrez Caba, Elisa Matilla, Luis Callejo, Vanesa Rasero, Silvia Casanova, Emilio Linder y Manuel Navarro.
La serie, producida por Co.eficiente audiovisual, ha sido emitida por las televisiones autonómicas integradas en FORTA: Telemadrid, Canal 9, ETB 2, Canal Sur, Aragón Televisión, IB3 Televisió, Castilla-La Mancha Televisión, Extremadura TV, Televisión del Principado de Asturias, 7 Región de Murcia y Televisión Canaria.
Ha sido la primera serie televisiva de Europa ofrecida al mismo tiempo por la televisión convencional, internet, IPTV y teléfono móvil.
La serie concedía protagonismo en su trama a las personas con discapacidad. En concreto, dos de las actrices principales interpretaban a personas con discapacidad: una con discapacidad física y otra invidente; y todos los actores fueron instruidos por la Fundación ONCE y ASPAYM. Por su compromiso con el mundo de la discapacidad, En buena compañía obtuvo el Premio Cermi.es de 2006 al mejor Medio de Comunicación.